# Dawit Chuzischwili
Dawit Chuzischwili (georgisch დავით ხუციშვილი; * 19. Oktober 1990 in Sagaredscho, Kachetien, Georgische SSR) ist ein georgischer Ringer. Er gewann im Jahre 2011 bei der Europameisterschaft und bei der Weltmeisterschaft jeweils eine Bronzemedaille im freien Stil im Weltergewicht.

## Werdegang
Von Dawit Chuzischwiliwili ist bisher nur bekannt, dass er im Jahre 2000 mit dem Ringen begann. Sein erster Trainer war Ramas Asabarchwili. Er konzentriert sich auf den freien Stil und wird seit 2008 von Aleko Kachniaschwili trainiert.
Seine internationale Laufbahn begann bereits im Jahre 2006. Allerdings belegte er in diesem Jahr bei der Junioren-Europameisterschaft der Kadetten in Istanbul in der Gewichtsklasse bis 50 kg Körpergewicht nur den 12. Platz. Wesentlich besser schnitt er schon bei der Junioren-Europameisterschaft (Kadetten) 2007 in Warschau ab, denn er belegte dort in der Gewichtsklasse bis 58 kg Körpergewicht hinter dem Russen Adam Jakubow den 2. Platz. Eine Medaille gewann er auch bei der Junioren-Europameisterschaft 2009 in Tiflis. Im Weltergewicht kam er dabei hinter Georgi Rubajew aus Russland und Musa Gurbuz aus der Türkei auf den 3. Platz. Bei der Junioren-Weltmeisterschaft des gleichen Jahres in Ankara verlor er im Weltergewicht in seinem zweiten Kampf gegen den Südkoreaner Lee Yoon-suk und schied aus. Er landete deswegen bei dieser Meisterschaft nur auf dem 16. Platz.
In seinem letzten Juniorenjahr 2010 kamen dann für Dawit Chuzischwili die ganz großen Erfolge. Er wurde zunächst in Samokow (Bulgarien) Junioren-Europameister im Weltergewicht und dann einen Monat später in Budapest auch Junioren-Weltmeister in derselben Gewichtsklasse. In den Endkämpfen besiegte er dabei beide Male Söner Demirtas aus der Türkei.
2011 war er in seinem ersten Seniorenjahr sehr erfolgreich. Bei der Europameisterschaft in Dortmund besiegte er Andriy Shyyka aus Deutschland, Dan Palinkas aus der Slowakei und Marius Lucian Atofanin aus Rumänien nach Punkten. Im Halbfinale unterlag er gegen Musa Murtasalijew aus Armenien, schlug aber dann im Kampf um die Bronzemedaille Kiril Tersiew aus Bulgarien mit 2:1 Runden bei 8:2 Punkten. Eine Bronzemedaille erkämpfte er sich dann auch bei der Weltmeisterschaft dieses Jahres in Istanbul. Dabei besiegte er Romeo Djoumessi aus Kamerun, Philipp Crepaz aus Österreich und Krystian Brzozowski aus Polen nach Punkten. Dann verlor er im Viertelfinale gegen Sadegh Saeed Goudarzi aus dem Iran. Da dieser aber das Finale erreichte, konnte er sich in der Trostrunde durch Siege über Murad Gaidarow aus Belarus und Abdulhakim Schapijew aus Kasachstan diese Bronzemedaille sichern.
2012 erreichte Dawid Chuzischwili mit vier Siegen das Finale der Europameisterschaft in Belgrad, in dem er aber gegen Denis Zargusch aus Russland unterlag. Er wurde damit Vize-Europameister. Bei den Olympischen Spielen 2012 in London, für die Dawit Chuzischwili durch seinen dritten Platz bei der Weltmeisterschaft 2011 qualifiziert war, kam er zu Siegen über Pürewdschawyn Önörbat, Mongolei und Augusto Midana, Guinea-Bissau. Dann verlor er gegen Denis Zargusch aus Russland. Da dieser das Finale nicht erreichte, musste er ausscheiden und kam auf den 6. Platz.

## Internationale Erfolge
| Jahr | Platz | Wettbewerb                         | Gewichtsklasse | Ergebnis |
| 2006 | 12.   | Junioren-EM (Cadets) in Istanbul   | bis 50 kg      | Sieger: Ahmet Peker, Türkei vor Ohan Gikinjan, Armenien |
| 2007 | 2.    | Junioren-EM (Cadets) in Warschau   | bis 58 kg      | hinter Adam Jakubow, Russland, vor Muhammet Demir, Türkei u. Ibrahim Muchtarow, Aserbaidschan |
| 2009 | 3.    | Junioren-EM in Tiflis              | Welter         | hinter Georgi Rubajew, Russland und Musa Gurbuz, Türkei, gemeinsam mit Sandor Toeszer, Ungarn |
| 2009 | 16.   | Junioren-WM in Ankara              | Welter         | nach einem Punktsieg über Manucher Qijomzoda, Tadschikistan und einer Niederlage gegen Lee Yoon-suk, Südkorea |
| 2010 | 1.    | Junioren-EM in Samokow (Bulgarien) | Welter         | vor Söner Demirtas, Türkei und Saur Makijew, Russland |
| 2010 | 1.    | Junioren-WM in Budapest            | Welter         | vor Söner Demirtas, Arsen Schalajew, Russland und Ibrahim Jusupow, Aserbaidschan |
| 2011 | 3.    | EM in Dortmund                     | Welter         | nach Siegen über Andriy Shyyka, Deutschland, Dan Palinkas, Slowakei u. Marius Lucian Atofanin, Rumänien, einer Niederlage gegen Musa Murtasalijew, Armenien und einem Sieg über Kiril Tersiew, Bulgarien                              |
| 2011 | 1.    | Golden-Grand-Prix in Baku          | Welter         | vor Əşrəf Əliyev, Aserbaidschan, Aleksandr Qostiyev, Aserbaidschan und Saba Chubeschty, Russland |
| 2011 | 3.    | WM in Istanbul                     | Welter         | nach Siegen über Romeo Djoumessi, Kamerun, Philipp Crepaz, Österreich und Krystian Brzozowski, Polen, einer Niederlage gegen Sadegh Saeed Goudarzi, Iran und Siegen über Murad Gaidarow, Belarus und Abdulhakim Schapijew, Kasachstan |
| 2012 | 3.    | Intern. Turnier in Kiew            | Welter         | hinter Aleksandr Qostiyev, Aserbaidschan und Andrew Howe, USA, gemeinsam mit Soslan Tigijew, Usbekistan |
| 2012 | 2.    | EM in Belgrad                      | Welter         | nach Siegen über Söner Demirtas, Türkei, Aydin Ergün, Deutschland, Kiril Tersiew und Aleksandr Qostiyev und einer Niederlage gegen Denis Zargusch, Russland                                                                           |
| 2012 | 7.    | Welt-Cup in Baku                   | Welter         | Sieger: Jordan Burroughs, USA vor Əşrəf Əliyev, Aserbaidschan |
| 2012 | 6.    | OS in London                       | Welter         | nach Siegen über Pürewdschawyn Önörbat, Mongolei und Augusto Midana, Guinea-Bissau und einer Niederlage gegen Denis Zargusch |

## Erläuterungen
- alle Wettkämpfe im freien Stil
- OS = Olympische Spiele, WM = Weltmeisterschaft, EM = Europameisterschaft
- Weltergewicht, Gewichtsklasse bis 74 kg Körpergewicht